# Margival
Margival é uma comuna francesa na região administrativa de Altos da França, no departamento de Aisne. Estende-se por uma área de 5,47 km². Em 2010 a comuna tinha 368 habitantes (densidade: 67,3 hab./km²).